# Sumar (coalició)
|  | No s'ha de confondre amb Moviment Sumar. |

Sumar és una coalició política d'esquerres a Espanya, formada per a presentar-se a diversos comicis com les eleccions generals espanyoles de 2023 o les eleccions al Parlament Europeu de 2024.

## Història

### Eleccions generals d'Espanya de juliol de 2023
Promogut pel partit Moviment Sumar liderat per Yolanda Díaz, el 9 de juny de 2023 es va anunciar un acord electoral amb partits d'esquerra per a presentar-se conjuntament a les eleccions generals del 23 de juliol amb Podem, Esquerra Unida, Catalunya en Comú, Compromís, Més per Menorca, Més per Mallorca, Verdes Equo, Chunta Aragonesista, Més País, Més Madrid, Batzarre, Drago Canàries, Izquierda Asturiana i Iniciativa del Poble Andalús.
L'aliança electoral va formar un govern de coalició amb el PSOE en la XV Legislatura Espanyola amb tres ministres de Moviment Sumar, una de Més Madrid i una altra d'Esquerra Unida, deixant fora de l'Executiu a Podem, que va passar al grup mixt després de les discrepàncies entre Podem i Moviment Sumar.

### Eleccions al Parlament Europeu de 2024
Per a les eleccions europees de 2024, la coalició va repetir l'estratègia, però sense la presència de Podem, que es va presentar de manera independent. Com que les eleccions europees són de circumscripció única a Espanya, totes les formacions van compartir candidatura. Al País Valencià, la candidatura va dur el nom de Compromís-Sumar i, a Catalunya, Comuns Sumar.
|  | Compromís                     |     |
|  |                               | Més |
|  | Iniciativa del Poble Valencià |     |
|  | VerdsEquo del País Valencià   |     |
|  | Moviment Sumar                |     |
|  | Esquerra Unida (Espanya)      |     |
|  | Verdes Equo (Espanya)         |     |
|  | Catalunya en Comú             |     |
|  | Més Madrid                    |     |
|  | Chunta Aragonesista           |     |
|  | Iniciativa del Poble Andalús  |     |
|  | Nova Canàries-Bloc Canarista  |     |

### Llista de la candidatura
| Núm. | Candidatura                     | Partit o federació                |
| ---- | ------------------------------- | --------------------------------- |
| 1    | Estrella Galán Pérez            | Moviment Sumar                    |
| 2    | Jaume Asens i Llodrà            | Catalunya en Comú (Barcelona)     |
| 3    | Vicent Marzà i Ibáñez           | Compromís (Més)                   |
| 4    | José Manuel (Manu) Pineda Marín | Esquerra Unida (Andalusia, PCE)   |
| 5    | Andere Nieva Ramírez            | Més Madrid                        |
| 6    | Paula Moreno López              | Moviment Sumar                    |
| 7    | Florent Marcellesi              | Verdes Equo (Euskadi)             |
| 8    | Margarita Ferré Luparia         | Esquerra Unida (Madrid, PCE, PCM) |
| 9    | Letizia Bisignano Robledo       | Més Madrid                        |
| 10   | Juan Manuel Díaz Villoslada     | Movemento Sumar Galicia           |

## Crisi
Després que a les eleccions al Parlament Europeu de 2024 la coalició  va quedar frec a frec amb Podem a tot l'Estat, obtenint tres escons, el 10 de juny Yolanda Diaz, constatant el fracà del model de paraigua de l'esquerra que planteaba, va presentar la dimissió com a líder de Sumar.
El 24 d'octubre de 2024, arrel d'algunes acusacions d'assetjament sexual contra Iñigo Errejon, aquest va abandonar tots els càrrecs orgànics i institucionals a Més Madrid i a la coalició
En 3 de juny de 2025 la branca més nacionalista i majoritària de Coalició Compromís encapçalada per Més - Compromís va aprovar abandonar el grup parlamentari de la coalició mentre la branca més ecosocialista liderada per Iniciativa del Poble Valencià aprovava continuar-hi després que la coalició proposés la compareixença del president del govern espanyol, Pedro Sánchez a la comissió d'investigació del Congrés dels Diputats sobre la DANA, i Sumar no sol·licitar-la. Finalment la diputada Àgueda Micó de Més va passar al grup mixt el 3 de juliol de 2025. Ara Més també va debatre si el seu diputat, Vicenç Vidal Matas, hauria de passar al grup mixt però després d'un empat a la votació, es va acordar tornar a debatre al setembre.

## Resultats electorals
| 2023 | Yolanda Díaz | 3.044.996 | N/D | 12,33 | N/D | 31 / 350 | N/D | 2 / 266 | N/D |  |

| Eleccions al Parlament Europeu | Eleccions al Parlament Europeu | Eleccions al Parlament Europeu | Eleccions al Parlament Europeu | Eleccions al Parlament Europeu | Eleccions al Parlament Europeu | Eleccions al Parlament Europeu | Eleccions al Parlament Europeu | Eleccions al Parlament Europeu |
| Any                            | Cap de llista                  | Vots                           | +/–                            | %                              | +/–                            | Escons                         | +/–                            |                                |
| ------------------------------ | ------------------------------ | ------------------------------ | ------------------------------ | ------------------------------ | ------------------------------ | ------------------------------ | ------------------------------ | ------------------------------ |
| 2024                           | Estrella Galán Pérez           | 811.545                        | N/D                            | 4,65                           | N/D                            | 3 / 61                         | N/D                            |                                |